# Коричинцы
Кори́чинцы (укр. Кори́чинці) — село в Деражнянском районе Хмельницкой области Украины.
Население по переписи 2001 года составляло 768 человек. Почтовый индекс — 32225. Телефонный код — 3856. Занимает площадь 3,996 км². Код КОАТУУ — 6821585601.

## История
В 1946 г. указом ПВС УССР село Волошские Коричинцы переименовано в Коричинцы.

## Местный совет
32225, Хмельницкая обл., Деражнянский р-н, с. Коричинцы, ул. 70-летия Октября, 8